# ライク・サムワン・イン・ラブ (曲)
「ライク・サムワン・イン・ラブ」(Like Someone in Love)は、1944年にジミー・ヴァン・ヒューゼンが作曲した人気曲で、歌詞はジョニー・バークが書いた。ダイナ・ショアが歌った1944年の映画「ユーコンの女王ベル」のために（「7月のスレイライド」と一緒に）書かれた。 ビング・クロスビーが1945年の3月にこの曲を歌ってヒットさせ、15位に達し 、それ以来ジャズスタンダードの一曲となった。 